# Championnats d'Europe de plongeon 2019
Navigation
2017 2023
Les Championnats d'Europe de plongeon 2019 se déroulent du 5 au 11 août 2019 à Kiev en Ukraine. 

## Podiums

### Femmes
| Épreuves               | Or                                     | Or                     | Argent                                    | Argent                 | Bronze                                      | Bronze                 |
| Épreuves individuelles | Épreuves individuelles                 | Épreuves individuelles | Épreuves individuelles                    | Épreuves individuelles | Épreuves individuelles                      | Épreuves individuelles |
| ---------------------- | -------------------------------------- | ---------------------- | ----------------------------------------- | ---------------------- | ------------------------------------------- | ---------------------- |
| Tremplin de 1 m        | Vitalia Koroleva (RUS)                 | 266,70 pts             | Olena Fedorova (UKR)                      | 263,45 pts             | Kristina Ilinykh (RUS)                      | 263,05 pts             |
| Tremplin de 3 m        | Inge Jansen (NED)                      | 293,85 pts             | Kristina Ilinykh (RUS)                    | 292,60 pts             | Tina Punzel (GER)                           | 290,15 pts             |
| Haut vol à 10 m        | Sofiya Lyskun (UKR)                    | 330,00 pts             | Celine van Duijn (NED)                    | 304,50 pts             | Yulia Timoshinina (RUS)                     | 304,45 pts             |
| Épreuves synchronisées |                                        |                        |                                           |                        |                                             |                        |
| Tremplin de 3 m        | Russie Vitalia Koroleva Uliana Kliueva | 290,70 pts             | Allemagne Lena Hentschel Tina Punzel      | 288,87 pts             | Ukraine Viktoriya Kesar Anna Pysmenska      | 287,37 pts             |
| Haut vol à 10 m        | Italie Noemi Batki Chiara Pellacani    | 290,34 pts             | Grande-Bretagne Phoebe Banks Emily Martin | 284,40 pts             | Russie Ekaterina Beliaeva Yulia Timoshinina | 277,50 pts             |

### Hommes
| Épreuves               | Or                                          | Or                     | Argent                                  | Argent                 | Bronze                                         | Bronze                 |
| Épreuves individuelles | Épreuves individuelles                      | Épreuves individuelles | Épreuves individuelles                  | Épreuves individuelles | Épreuves individuelles                         | Épreuves individuelles |
| ---------------------- | ------------------------------------------- | ---------------------- | --------------------------------------- | ---------------------- | ---------------------------------------------- | ---------------------- |
| Tremplin de 1 m        | Patrick Hausding (GER)                      | 388,85 pts             | Oleh Kolodiy (UKR)                      | 381,50 pts             | Lorenzo Marsaglia (ITA)                        | 380,15 pts             |
| Tremplin de 3 m        | Ievgueni Kouznetsov (RUS)                   | 499,45 pts             | Patrick Hausding (GER)                  | 456,85 pts             | James Heatly (GBR)                             | 439,90 pts             |
| Haut vol à 10 m        | Oleksii Sereda (UKR)                        | 488,85 pts             | Benjamin Auffret (FRA)                  | 474,90 pts             | Ruslan Ternovoi (RUS)                          | 445,25 pts             |
| Épreuves synchronisées |                                             |                        |                                         |                        |                                                |                        |
| Tremplin de 3 m        | Russie Ievgueni Kouznetsov Nikita Shleikher | 435,69 pts             | Allemagne Patrick Hausding Lars Rüdiger | 398,64 pts             | Grande-Bretagne Anthony Harding Jordan Houlden | 387,60 pts             |
| Haut vol à 10 m        | Russie Aleksandr Belevtsev Nikita Shleikher | 417,30 pts             | Ukraine Oleh Serbin Oleksii Sereda      | 413,16 pts             | Grande-Bretagne Matthew Dixon Noah Williams    | 412,56 pts             |

### Mixte
| Épreuves               | Or                                                                     | Or         | Argent                                                                     | Argent     | Bronze                                                                      | Bronze     |
| ---------------------- | ---------------------------------------------------------------------- | ---------- | -------------------------------------------------------------------------- | ---------- | --------------------------------------------------------------------------- | ---------- |
| Par équipes            | Allemagne Patrick Hausding Christina Wassen Tina Punzel Lou Massenberg | 405,50 pts | Russie Ekaterina Beliaeva Vitaliia Koroleva Viktor Minibaev Ilia Molchanov | 401,05 pts | Grande-Bretagne Eden Cheng Anthony Harding Noah Williams Katherine Torrance | 392,00 pts |
| Épreuves synchronisées |                                                                        |            |                                                                            |            |                                                                             |            |
| Tremplin de 3 m        | Ukraine Stanislav Oliferchyk Viktoriya Kesar                           | 297,69 pts | Allemagne Lou Massenberg Tina Punzel                                       | 294,09 pts | Suisse Jonathan Suckow Michelle Heimberg                                    | 282,00 pts |
| Haut vol à 10 m        | Russie Viktor Minibaev Ekaterina Beliaeva                              | 320,70 pts | Grande-Bretagne Noah Williams Eden Cheng                                   | 303,60 pts | Allemagne Florian Fandler Christina Wassen                                  | 287,76 pts |

## Tableau des médailles
| Rang  | Nation          | Or | Argent | Bronze | Total |
| ----- | --------------- | -- | ------ | ------ | ----- |
| 1     | Russie          | 6  | 2      | 4      | 12    |
| 2     | Ukraine         | 3  | 3      | 1      | 7     |
| 3     | Allemagne       | 2  | 4      | 2      | 8     |
| 4     | Pays-Bas        | 1  | 1      | 0      | 2     |
| 5     | Italie          | 1  | 0      | 1      | 2     |
| 6     | Grande-Bretagne | 0  | 2      | 4      | 6     |
| 7     | France          | 0  | 1      | 0      | 1     |
| 8     | Suisse          | 0  | 0      | 1      | 1     |
| Total | Total           | 13 | 13     | 13     | 39    |